# Aegon International Eastbourne 2017
Eastbourne International 2017 - чоловічий і жіночий тенісний турнір, що проходив на відкритих кортах з трав'яним покриттям. Це був 43-й за ліком турнір серед жінок і 7-й - серед чоловіків. Належав до категорії Premier у рамках Туру WTA 2017, а також до серії ATP 250 у рамках ATP Tour. Проходив у Devonshire Park Lawn Tennis Club в Істборні (Велика Британія). Тривав з 26 червня до 1 липня 2017 року.

## Очки і призові

### Нарахування очок
| Дисципліна                 | П   | Ф   | ПФ  | ЧФ  | 1/8 | 1/16 | Round of 48 | Q   | Q2  | Q1  |
| Чоловіки, одиночний розряд | 250 | 150 | 90  | 45  | 20  | 0    | Н/Д         | 12  | 6   | 0   |
| Чоловіки, парний розряд    | 250 | 150 | 90  | 45  | 0   | Н/Д  | Н/Д         | Н/Д | Н/Д | Н/Д |
| Жінки, одиночний розряд    | 470 | 305 | 185 | 100 | 55  | 30   | 1           | 25  | 13  | 1   |
| Жінки, парний розряд       | 470 | 305 | 185 | 100 | 1   | Н/Д  | Н/Д         | Н/Д | Н/Д | Н/Д |

### Призові гроші
| Дисципліна                 | П        | F       | ПФ      | ЧФ      | 1/8    | 1/16   | Round of 48 | Q2  | Q1  |
| Чоловіки, одиночний розряд | $        | $       | $       | $       | $      | $      | Н/Д         | $   | $   |
| Жінки, одиночний розряд    | $140,400 | $74,726 | $37,370 | $18,940 | $9,850 | $5,155 | $3,395      | $   | $   |
| Чоловіки, парний розряд    | $        | $       | $       | $       | $      | Н/Д    | Н/Д         | Н/Д | Н/Д |
| Жінки, парний розряд       | $        | $       | $       | $       | $      | Н/Д    | Н/Д         | Н/Д | Н/Д |

## Учасники основної сітки в рамках чоловічого турніру

### Сіяні учасники
| Країна    | Гравець        | Рейтинг1 | Сіяний |
| --------- | -------------- | -------- | ------ |
| Сербія    | Новак Джокович | 4        | 1      |
| Франція   | Гаель Монфіс   | 16       | 2      |
| США       | Джон Ізнер     | 21       | 3      |
| США       | Стів Джонсон   | 25       | 4      |
| США       | Сем Кверрі     | 28       | 5      |
| Німеччина | Міша Зверєв    | 29       | 6      |
| Франція   | Рішар Гаске    | 30       | 7      |
| Аргентина | Дієго Шварцман | 36       | 8      |

- 1 Рейтинг подано станом на 19 червня 2017.

### Інші учасники
Нижче наведено учасників, які отримали вайлд-кард на участь в основній сітці:
- Новак Джокович[4]
- Гаель Монфіс[4]
- Cameron Norrie

Нижче наведено гравців, які пробились в основну сітку через стадію кваліфікації:
- Томас Фаббіано
- Norbert Gombos
- Вашек Поспішил
- Франко Шкугор

### Відмовились від участі
До початку турніру
- Аляж Бедене →його замінив  Френсіс Тіафо
- Пабло Куевас →його замінив  Орасіо Себальйос
- Ден Еванс →його замінив  Їржі Веселий
- Фелісіано Лопес →його замінив  Душан Лайович
- Флоріан Маєр →його замінив  Джаред Доналдсон
- Жіль Мюллер →його замінив  Кевін Андерсон

## Учасники основної сітки в парному розряді

### Сіяні пари
| Країна   | Гравець       | Країна        | Гравець            | Рейтинг1 | Сіяний |
| -------- | ------------- | ------------- | ------------------ | -------- | ------ |
| США      | Боб Браян     | США           | Майк Браян         | 18       | 1      |
| Хорватія | Іван Додіг    | Франція       | Едуар Роже-Васслен | 27       | 2      |
| США      | Раян Гаррісон | Нова Зеландія | Майкл Венус        | 45       | 3      |
| Франція  | Фабріс Мартен | Канада        | Деніел Нестор      | 58       | 4      |

- 1 Рейтинг подано станом на 19 червня 2017.

### Інші учасники
Нижче наведено пари, які отримали вайлдкард на участь в основній сітці:
- Scott Clayton /  Jonny O'Mara
- Брайден Клейн /  Джо Солсбері

Наведені нижче пари отримали місце як заміна:
- Томас Фаббіано /  Люк Савіль

### Відмовились від участі
До початку турніру
- Іван Додіг

## Учасниці основної сітки в рамках жіночого турніру

### Сіяні учасниці
| Країна          | Гравчиня               | Рейтинг1 | Сіяна |
| --------------- | ---------------------- | -------- | ----- |
| Німеччина       | Анджелік Кербер        | 1        | 1     |
| Румунія         | Сімона Халеп           | 2        | 2     |
| Чехія           | Кароліна Плішкова      | 3        | 3     |
| Словаччина      | Домініка Цібулкова     | 6        | 4     |
| Велика Британія | Джоанна Конта          | 7        | 5     |
| Данія           | Каролін Возняцкі       | 8        | 6     |
| Росія           | Світлана Кузнецова     | 9        | 7     |
| Польща          | Агнешка Радванська     | 10       | 8     |
| Франція         | Крістіна Младенович    | 12       | 9     |
| Латвія          | Олена Остапенко        | 13       | 10    |
| Іспанія         | Гарбінє Мугуруса       | 14       | 11    |
| Росія           | Олена Весніна          | 15       | 12    |
| Чехія           | Петра Квітова          | 16       | 13    |
| Росія           | Анастасія Павлюченкова | 17       | 14    |
| Швейцарія       | Тімеа Бачинскі         | 20       | 15    |
| Австралія       | Дарія Гаврилова        | 21       | 16    |

- 1 Рейтинг подано станом на 19 червня 2017.

### Інші учасниці
Нижче наведено учасниць, які отримали вайлд-кард на участь в основній сітці:
- Наомі Броді
- Сімона Халеп
- Анджелік Кербер
- Петра Квітова
- Гезер Вотсон

Нижче наведено гравчинь, які пробились в основну сітку через стадію кваліфікації:
- Лара Арруабаррена
- Мона Бартель
- Дуань Інін
- Сє Шувей
- Варвара Лепченко
- Франческа Ск'явоне

Такі тенісистки потрапили в основну сітку як щасливі лузери:
- Вероніка Сепеде Ройг
- Сорана Кирстя
- Лорен Девіс
- Крістіна Кучова
- Одзакі Ріса
- Цветана Піронкова

### Знялись з турніру
До початку турніру
- Кетрін Белліс →її замінила  Лорен Девіс
- Кікі Бертенс →її замінила  Крістіна Макгейл
- Юлія Гергес →її замінила  Крістіна Кучова
- Дарія Касаткіна →її замінила  Вероніка Сепеде Ройг
- Петра Квітова →її замінила  Цветана Піронкова
- Моніка Пуїг →її замінила  Елісе Мертенс
- Луціє Шафарова →її замінила  Одзакі Ріса
- Саманта Стосур → її замінила  Ежені Бушар
- Коко Вандевей →її замінила  Сорана Кирстя

Під час турніру
- Джоанна Конта (травма хребта)

### Завершили кар'єру
- Ана Конюх
- Крістіна Макгейл
- Юлія Путінцева

## Учасниці основної сітки в парному розряді

### Сіяні пари
| Країна            | Гравчиня          | Країна    | Гравчиня          | Рейтинг1 | Сіяна |
| ----------------- | ----------------- | --------- | ----------------- | -------- | ----- |
| Росія             | Катерина Макарова | Росія     | Олена Весніна     | 8        | 1     |
| Китайський Тайбей | Чжань Юнжань      | Швейцарія | Мартіна Хінгіс    | 9        | 2     |
| Угорщина          | Тімеа Бабош       | Чехія     | Андреа Главачкова | 19       | 3     |
| Чехія             | Луціє Градецька   | Чехія     | Катерина Сінякова | 31       | 4     |

- 1 Рейтинг подано станом на 19 червня 2017.

### Інші учасниці
Нижче наведено пари, які отримали вайлдкард на участь в основній сітці:
- Ніколь Мелічар /  Анна Сміт

### Відмовились від участі
До початку турніру
- Кірстен Фліпкенс

Під час турніру
- Катерина Макарова

## Переможці та фіналісти

### Одиночний розряд, чоловіки
- Новак Джокович —  Гаель Монфіс, 6–3, 6–4

### Одиночний розряд, жінки
- Кароліна Плішкова —  Каролін Возняцкі, 6–4, 6–4

### Парний розряд, чоловіки
- Боб Браян /  Майк Браян —  Роган Бопанна /  Андре Са,  6–7(4–7), 6–4, [10–3]

### Парний розряд, жінки
- Чжань Юнжань /  Мартіна Хінгіс —  Ешлі Барті /  Кейсі Деллаква, 6–3, 7–5